# Собакин, Вадим Константинович
Вади́м Константи́нович Соба́кин (30 октября 1928, Егорьевск — 22 апреля 2004, Москва) — советский и российский юрист, правовед, доктор юридических наук, профессор, внесший значительный научный вклад в развитие конституционных основ внешней политики СССР, права международной безопасности, один из разработчиков концепции коллективной безопасности. Государственный советник юстиции 2 класса, Заслуженный юрист Российской Федерации. Дипломат, имел ранг чрезвычайного и полномочного посланника I класса.

## Биография
Родился 30 октября 1928 в году Егорьевске (Московская область), в семье врачей. Отец: Константин Петрович Собакин, заведующий городской больницей, мать: Татьяна Павловна Собакина, врач.
В 1944 году в 16 лет окончил с золотой медалью школу № 5 в г. Егорьевске.
В 1949 году окончил правовой факультет МГИМО МИД СССР, а в 1952 году – аспирантуру МГИМО, защитив кандидатскую диссертацию на тему «Борьба СССР за демократические принципы послевоенной оккупации Германии в 1945 – 1949 гг.» В 1962 году стал доктором юридических наук (тема диссертации – «Коллективная безопасность – гарантия мирного сосуществования»).

## Профессиональная деятельность
С 1952 по 1965 год занимался преподавательской, административной и научной работой в МГИМО МИД СССР: преподаватель, старший преподаватель, доцент, позднее – профессор кафедры международного права, декан факультета международных отношений.
С апреля 1965 по июнь 1971 года – постоянный представитель СССР при Организации Объединённых Наций во вопросам образования, науки и культуры (ЮНЕСКО) в Париже, Франция.
С 1971 по 1990 год В. К. Собакин – консультант Международного отдела ЦК КПСС. В этот период  он сыграл ключевую роль в разработке проекта Конституции СССР 1977 г.
Принимал определяющее участие в переговорах по Хельсинкским соглашениям (первая и вторая корзины) и разработке Заключительного акта Совещания по безопасности и сотрудничеству в Европе (СБСЕ).
С 1990 по 1992 год – член Комитета конституционного надзора СССР.
С 1991 по 1998 год – начальник VIII управления (международное право) Конституционного Суда Российской Федерации.
Заместитель председателя Ассоциации советских юристов.
Умер 22 апреля 2004 года Похоронен на Новодевичьем кладбище, рядом с тестем, генерал-лейтенантом В. А. Глазуновым.

## Награды и почетные звания
- Чрезвычайный и полномочный посланник I класса
- Государственный советник юстиции 2 класса.
- Заслуженный юрист Российской Федерации (1998 г.)
- орден Октябрьской Революции
- орден Трудового Красного Знамени
- орден Дружбы Народов
- орден Знак Почета

## Публикации
- Собакин В.К. Коллективная безопасность в Европе. — М., : Государственное издательство юридической литературы, 1956.
- Международное право в избранных документах / составители Моджорян Л.А., Собакин В.К. — М. : ИМО, 1957. — 415 с.
- Собакин В.К., Шатов Л.Г. Исключить мировую войну из жизни общества. — М., : Издательство ИМО, 1959.
- Собакин В.К. Коллективная безопасность – гарантия мирного сосуществования. — М., : "Международные отношения", 1962. — 518 с.
- Современное международное право. Сборник документов / составитель Собакин В.К.. — М., : "Международные отношения", 1964. — 666 с.
- Собакин В.К. Совещание по безопасности и сотрудничеству в Европе и международное право // Советский ежегодник международного права. — М.,: Наука, 1977. — С. 55 – 66.
- Жилин Ю.А., Собакин В.К. Встреча коммунистических и рабочих партий Европы за мир и разоружение. Париж, 1980. — М., : Издательство политической литературы, 1980.
- Волова Л.И., Собакин В.К. Принцип территориальной целостности и неприкосновенности в современном международном праве. — Ростов : Издательство Ростовского университета, 1981.
- Собакин В.К. Равная безопасность: принцип равенства и одинаковой безопасности в современных международных отношениях. — М., : "Международные отношения", 1984. — 240 с.
- Собакин В.К. Итоги совещания по безопасности и сотрудничеству в Европе и международное право // XIX ежегодное собрание Советской Ассоциации международного права 27, 28 и 29 января 1976 г. Тезисы докладов. — М.,: Советская Ассоциация международного права, 1976. — С. 3 – 8.
- Собакин В.К. Конституция СССР 1977 года и международное право // XXI ежегодное собрание Советской Ассоциации международного права 31 января, 1 и 2 февраля 1978 г.: Тезисы докладов. — М.,: Советская Ассоциация международного права, 1978. — С. 7 – 10.
- Sobakin, Vadim K. UNESCO: problems and perspectives. — Moscow: Novosti Press, 1972. — 118 p.
- Sobakin, V.K. Marxism-Leninism on War and Peace. — Collets, 1983. — 158 p. — (Library of Political Knowledge (Issue 8)). — ISBN 078-551229-2,. — ISBN 978-078-551229-5.
- Fisher R., Sobakin V.K. Ground rules for improving the Soviet-US negotiating climate. — Woodmont, Connecticut, 1985. — (Promoting Enduring Peace).